# The Never Ending Way of ORwarriOR
The Never Ending Way of ORwarriOR è il quarto album in studio della band israeliana Orphaned Land. Pubblicato il 25 gennaio 2010 in Europa e il 9 febbraio negli Stati Uniti dalla Century Media Records.

## Tracce
- Part I: Godfrey's Cordial

1. Sapari - 04:04
2. From Broken Vessels - 07:36
3. Bereft in the Abyss - 02:45
4. The Path (Pt. 1) - Treading Through Darkness - 07:27
5. The Path (Pt. 2) - The Pilgrimage to Or Shalem - 07:45
6. Olat Ha'tamid - 02:38

- Part II: Lips Acquire stains – The WarriOR Awakens

1. The Warrior - 07:11
2. His Leaf Shall Not Wither - 02:31
3. Disciples of the Sacred Oath, Pt. 2 - 08:31
4. New Jerusalem - 06:59
5. Vayehi Or - 02:41
6. M I ? - 03:27

- Part III: Barakah – Enlightening the Cimmerian (tracks 13-15)

1. Barakah - 04:13
2. Codeword: Uprising - 05:25
3. In Thy Never Ending Way (Epilogue) - 05:09

## Formazione
- Kobi Farhi - voce, voce narrante, cori, seconda voce
- Yossi Sassi Sa'aron - chitarra acustica, chitarra elettrica, bouzouki, oud, chumbush, cori, pianoforte e saz
- Matti Svatitzki - chitarra
- Uri Zelcha - basso elettrico, basso fretless, basso acustico
- Avi Diamond - batteria

### Ospiti
- Shlomit Levi - voce
- Steven Wilson - tastiere
- Avi Agababa - percussioni
- Avner Gavriell - pianoforte (nella traccia 15)
- Nizar Radwan - violino
- Srur Saliba - violino
- Alfred Hagar - nay, kawala
- Yonatan Danino - shofar
- Shmuel Ruzbahan - santur